# TV 1861 Cottbus
Der TV 1861 Cottbus e. V. ist ein deutscher Sportverein aus Cottbus.

## Geschichte
Der TV 1861 Cottbus wurde am 15. Mai 1861 gegründet. 1893 verließen einige Mitglieder den Verein und gründeten den TV Friesen 1893 Cottbus, benannt nach Friedrich Friesen. Nach der Jahrtausendwende kamen etliche Abteilungen, so unter anderem Fußball und Feldhandball hinzu. Eine 1938 erzwungene Fusion des Turnvereins mit dem CSC Friesen scheiterte am Mehrheitswillen der Mitglieder. Nach der Kapitulation Deutschlands 1945 wurden sämtliche Sportvereine verboten und aufgelöst. Die Mitglieder des TV 1861 Cottbus organisierten sich fortan in anderen Vereinen, unter anderem in der BSG Lokomotive Cottbus.
Nach der deutschen Wiedervereinigung wurde der Verein wiedergegründet. Am 1. Januar 1992 schloss sich die Turnabteilung von Lok Cottbus mit der Hochschulsportgemeinschaft (HSG) zum Turnverein Cottbus 1861 e. V. zusammen. Aktuell bestehen Abteilungen im Geräteturnen, Gymnastik, Trampolinturnen und Volleyball.

## Fußball
Der Fußballabteilung des TV 1861 Cottbus gelang zur Spielzeit 1921/22 der Aufstieg in die Bezirksliga Niederlausitz, eine von damals zahlreichen obersten Spielklassen im Südostdeutschen Fußball-Verband (SOFV). Dort erreichte Cottbus bis 1925 jedoch nur untere Platzierungen. Im Zuge der Reinlichen Scheidung entschloss sich der Verein jedoch, zukünftig ausschließlich im Spielbetrieb der Deutschen Turnerschaft (DT) anzutreten. Der Verein qualifizierte sich für die Deutsche DT-Fußballmeisterschaft 1929/30 und erreichte nach einem 3:1-Erfolg über den TV Friesen Stettin das Viertelfinale, welches mit 2:3 gegen den MTV Altenburg verloren ging.

## Feldhandball
Die Feldhandball-Abteilung der Männer spielte bis 1933 in der von der Deutschen Turnerschaft organisierten Meisterschaft. 1932 qualifizierte sich der Verein als Drittplatzierter im Kreis Brandenburg für die Deutsche Feldhandball-Meisterschaft 1931/32. Bei dieser erreichte Cottbus durch einen 9:8-Erfolg nach Verlängerung über den ATV Leipzig-Schönefeld das Achtelfinale, welches mit 3:8 gegen die Turngemeinde Pirna verloren ging. Auch 1933 qualifizierte sich Cottbus als Drittplatzierter in Brandenburg für die Deutsche Feldhandballmeisterschaft. Nach Siegen über den ATV Penzig und den Polizei SV Kiel erreichte der Turnverein das Viertelfinale, bei dem man sich dem TSV 1883 Herrnsheim geschlagen geben musste.
Nach Machtübernahme der Nationalsozialisten und erfolgter Gleichschaltung wurden die bestehenden Sportverbände, so auch die Deutsche Turnerschaft, aufgelöst. Der Spielbetrieb fand fortan in 16 regionalen Sportgauen statt. Der TV 1861 Cottbus erhielt einen Startplatz für die erstklassige Handball-Gauliga Berlin-Brandenburg, in der der Verein bis zum Abstieg 1936 spielte.

## Erfolge
- Teilnahme an der Fußballmeisterschaft der Deutschen Turnerschaft: 1930
- Teilnahme an der Deutschen Feldhandballmeisterschaft: 1932, 1933
- Spielzeiten in der Handball-Gauliga Berlin-Brandenburg: 1933/34, 1934/35, 1935/36